# Hiệp hội Taekwondo Hàn Quốc
Hiệp hội Taekwondo Hàn Quốc(Hangul: 한국 태권도 협회; Hanja: 韓國 跆拳道 協會; Hán-Việt: Hàn Quốc đài quyền đạo hiệp hội; tiếng Anh: Korea Taekwondo Association, viết tắt: KTA), tên gốc là Hiệp hội Đường thủ đạo Hàn Quốc (Hanja: 韓國唐手道協會, Hán-Việt: Hàn Quốc đường thủ đạo hiệp hội; tiếng Anh: Korea Tang Soo Do Association (1961)), là tổ chức taekwondo đầu tiên. Tổ chức này thành lập năm 1959,[a] dù các nguồn chính thức phía Hàn Quốc cho rằng thành lập năm 1961.[b] Vào năm 1966, một số thành viên của KTA, do Choi Hong Hi (H. H. Choi) dẫn đầu, đã tách khỏi KTA và thành lập International Taekwon-Do Federation (ITF). Kukkiwon và World Taekwondo Federation (WTF) do KTA lập nên vào đầu thập niên 1970. KTA trực thuộc Hội đồng Thể thao Hàn Quốc (Korea Sports Council), có liên kết với Kukkiwon, và là một Hiệp hội Quốc gia Thành viên (Member National Association (MNA)) của WTF. Mục tiêu của hiệp hội này là quảng bá môn võ taekwondo như là một môn thể thao quốc gia bên trong lãnh thổ Hàn Quốc.